# Tom Gruber
Thomas Robert "Tom" Gruber (nascido em 1959) é um cientista da computação, inventor e empresário americano, com foco em sistemas para compartilhamento de conhecimento e inteligência coletiva. Ele fez um trabalho fundamental em engenharia de ontologia e é conhecido por sua definição de ontologias no contexto da inteligência artificial.
Em 2007, Gruber co-fundou a Siri Inc., que criou a assistente pessoal inteligente Siri e o navegador de conhecimento. A Siri Inc. foi adquirida pela Apple em 2010 e a Siri agora faz parte integrante do iOS.

## Biografia
Gruber estudou psicologia e ciência da computação na Universidade Loyola, em Nova Orleans, onde recebeu um Bacharelado em Ciências em 1981 e se formou summa cum laude. Ele projetou e implementou um sistema de instrução assistida por computador (CAI) para cursos de currículo programado. Foi o primeiro de seu tipo na universidade e é usado rotineiramente pelo departamento de Psicologia para cursos introdutórios. Em 1984, ele recebeu um Mestrado em Ciência da Computação e Informação na Universidade de Massachusetts Amherst. Para sua pesquisa de mestrado, Gruber projetou e implementou um assistente de prótese de comunicação inteligente, um sistema de computador que permite que pessoas com deficiências físicas graves, que de outro modo não podem falar, se comuniquem em linguagem natural, apresentada na forma exibida, escrita ou falada. Quatro anos depois, em 1988, na Universidade de Massachusetts Amherst, ele recebeu um Doutorado em Ciência da Computação e Informação com a dissertação "A Aquisição de Conhecimento Estratégico". Sua pesquisa de dissertação abordou um problema crítico para a Inteligência Artificial—aquisição de conhecimento—com um assistente de informática que adquire conhecimento estratégico de especialistas.
De 1988 a 1994, Gruber foi pesquisador associado no Laboratório de Sistemas de Conhecimento do Departamento de Ciência da Computação da Universidade Stanford. Ele trabalhou nos projetos Como as Coisas Funcionam, SHADE e Tecnologia de Compartilhamento de Conhecimento. Em 1994, tornou-se Senior Project Leader, Enterprise Integration Technologies e propôs e projetou vários projetos usando a Internet para criar ambientes virtuais compartilhados para aprendizado e trabalho colaborativo (para ARPA, NASA e NIST). Durante esse período, ele também propôs um plano de negócios para treinamento corporativo. Em 1995, ele fundou e se tornou diretor de tecnologia da Intraspect Software, uma empresa de software empresarial que realizou um trabalho comercial inicial no gerenciamento de conhecimento colaborativo. As aplicações intraspectivas ajudam os profissionais a colaborar em grandes comunidades distribuídas, contribuindo continuamente para um conjunto coletivo de conhecimentos.
Gruber é membro dos conselhos editoriais das revistas "Knowledge Acquisition", "IEEE Expert" e "International Journal of Human-Computer Studies".

## Trabalhos
Os interesses de pesquisa de Gruber nos anos 90 estavam no campo do desenvolvimento de software em rede inteligente para apoiar a colaboração e o aprendizado humano. As áreas de especialidade incluem: aquisição de conhecimento, representação de conhecimento, trabalho colaborativo por computação, comunicação em rede para design e tecnologia de compartilhamento de conhecimento.
Em 1994, ele foi responsável pela criação do hypermail, um software de gateway de e-mail para web que foi amplamente utilizado após uma reescrita por outro programador.
Em 2007, Gruber co-fundou a Siri Inc., que criou o assistente pessoal inteligente Siri e o navegador de conhecimento. A Siri Inc. foi adquirida pela Apple em 2010 e a Siri agora faz parte integrante do iOS. Em 2016, o Siri foi adicionado ao macOS no macOS Sierra.
Em abril de 2017, Gruber falou no palco do TED sobre sua visão para o futuro da "IA humanista", especialmente no que diz respeito ao aumento de capacidades humanas, como a memória. Ele é citado dizendo: "Estamos no meio de um renascimento na IA. Toda vez que uma máquina fica mais inteligente, nós ficamos mais inteligentes".

## Publicações
Gruber publicou vários artigos e alguns livros, principalmente:
- Thomas R. Gruber (1989). The Acquisition of Strategic Knowledge. Academic Press. Col: Perspectives in Artificial Intelligence. 4. [S.l.: s.n.] ISBN 9780123047540
- 1993. "Toward Principles for the Design of Ontologies Used for Knowledge Sharing". Em: International Journal Human-Computer Studies. 43, p. 907-928.
- 1993. "A Translation Approach to Portable Ontology Specifications". Em: Knowledge Acquisition, 5 (2): 199-220, 1993
- 2008, Ontology. Entrada na Enciclopédia de Sistemas de Banco de Dados, Ling Liu e M. Tamer Özsu (Eds.), Springer-Verlag, a aparecer em 2008.